# Массерия, Джо
Джузепе «Джо Босс» Массерия (1886, Марсала, Сицилия, Королевство Италия — 15 апреля 1931, Кони-Айленд, Бруклин, Нью-Йорк, США) — италоамериканский мафиози. В период с 1922 по 1931 год возглавлял мафиозную семью Массерия, позже известную как Дженовезе.

## Начало карьеры
Знакомство Массерии с криминалом произошло 1 февраля 1907 года. Жительница Нью-Йорка Франческа Делизе, по возвращении домой обнаружила, что дверь квартиры взломана, а внутри находятся грабители. Ими были Джо Массерия и Джузеппе Лима. По этому делу будущий босс был освобожден под залог, суммой $200, а позже получил условный срок. Массерия был признан виновным в вымогательстве в апреле 1907 года, и снова отделался условным наказанием.
13 апреля 1913 года полиция выехала по вызову об ограблении ломбарда. Преступники скрылись, но оставили на месте преступления свои инструменты предназначенные для взлома. Спецслужбам удалось снять отпечатки пальцев, и найти преступников. Это были четверо мужчин, среди которых был и Массерия. В арендуемой ими квартире были также обнаружены профессиональные инструменты, которые могли быть использованы для проникновения в помещение.

## Кастелламарская война
Есть предположения, что именно Массерия начал Кастелламарскую войну, приказав убить своего союзника Гаэтано Рейна. Таким образом он пытался защитить своих тайных союзников: Томми Гальяно, Томми Луккезе и Доминика Петрилли.

## Крах и смерть Массерии
Лучано и Дженовезе тайно сговорились с Сальваторе Маранцано, чтобы «устранить» Массерия. 15 апреля 1931 года около 15:00 по местному времени, во время обеда в ресторане «Nuova Villa Tammaro», люди Лучано: Альберт Анастазия, Багси Сигел и Джо Адонис произвели более двадцати выстрелов из револьверов в Джузеппе Массерия. Массерия получил четыре пули в спину, и одну в голову и был убит на месте. Киллеры спокойно покинули ресторан до приезда полиции. 